# Kreuz Alzey
Het Kreuz Alzey is een knooppunt in de Duitse deelstaat Rijnland-Palts. Op dit klaverbladknooppunt met fly-over ten noordwesten van de stad Alzey kruist de A61 (Venlo-Dreieck Hockenheim) de A63 (Mainz-Kaiserslautern).

## Richtingen knooppunt
| Aansluitende wegen                        | Aansluitende wegen | Aansluitende wegen                                        | Aansluitende wegen | Aansluitende wegen                        |
| ----------------------------------------- | ------------------ | --------------------------------------------------------- | ------------------ | ----------------------------------------- |
| richting Koblenz / Keulen / Venlo         |                    |                                                           |                    | richting Mainz / Wiesbaden Frankfurt a.M. |
|                                           |                    |                                                           |                    |                                           |
|                                           |                    |                                                           |                    |                                           |
|                                           |                    |                                                           |                    |                                           |
| richting Kirchheimbolanden Kaiserslautern |                    | richting Alzey / Speyer Ludwigshafen / Dreieck Hockenheim |                    |                                           |

## Weblinks
- Infos und Bilder auf brueckenweb.de
- Verbandsgemeinde Alzey-Land mit einem Mini-Bild